# Van der Graaf Generator
Van der Graaf Generator − brytyjska progresywna grupa rockowa. Mimo że nie cieszyła się dużą popularnością, zdobyła wysoką reputację pośród krytyków i słuchaczy progresywnego rocka. Grupa założona w 1967 działała przez dziesięć lat. Mimo braku gitary elektrycznej w stałym składzie zespołu, grupa wykształciła brzmienie o bardzo gęstej fakturze. Gotyckie, mroczne, pesymistyczne brzmienie, głównie tworzone przez organy Hammonda (Hugh Banton) i często zwielokrotniany saksofon (de facto David Jackson grał często na dwóch saksofonach - tenorowym i altowym - jednocześnie). W muzyce grupy istotną rolę odgrywa bardzo ekspresyjny śpiew Petera Hammilla, który jest również autorem fantasmagorycznych, ciemnych, poetyckich tekstów. Po rozpadzie zespołu w 1978 Hammill kontynuował karierę solową, którą rozpoczął w 1971. W 2004 nastąpiła reaktywacja grupy, której efektem był nagrany w 2005 dwupłytowy album "Present".
Nazwa zespołu pochodzi od generatora Van de Graaffa - elektrostatycznego generatora wysokiego napięcia. Różnica w pisowni jest prawdopodobnie wynikiem przypadkowego błędu. Grupa wystąpiła w Polsce na dwóch koncertach 21.04.2007 w Bydgoszczy oraz 22.04.2007 w Krakowie w składzie Peter Hammill, Guy Evans oraz Hugh Banton.

## Muzycy

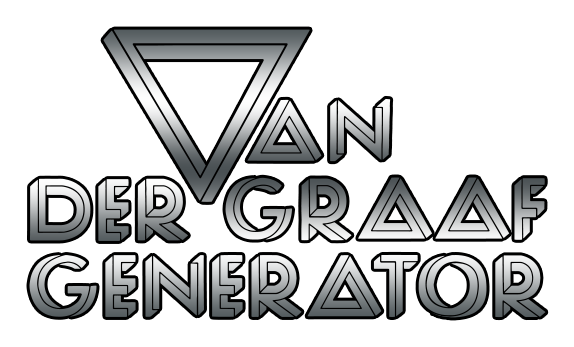
Logo zespołu

- Peter Hammill - śpiew, gitara, instrumenty klawiszowe
- Guy Evans - perkusja
- Hugh Banton - instrumenty klawiszowe - głównie organy Hammonda, także organy Farfisa oraz melotron, gitara basowa, eksperymenty dźwiękowe
- David Jackson - instrumenty dęte - głównie saksofon altowy i tenorowy, eksperymenty dźwiękowe
- Judge Smith - śpiew (1967)
- Nic Potter - gitara basowa
- Keith Ellis - gitara basowa
- Graham Smith - skrzypce
- Chas Dickie - wiolonczela

oraz gościnnie Robert Fripp (gitara) na H to He, Who Am the Only One i Pawn Hearts

## Dyskografia

### Albumy studyjne
- 1969 The Aerosol Grey Machine
- 1970 The Least We Can Do Is Wave to Each Other
- 1970 H to He, Who Am the Only One
- 1971 Pawn Hearts
- 1975 Godbluff
- 1976 Still Life
- 1976 World Record
- 1977 The Quiet Zone/The Pleasure Dome
- 1982 Time Vaults
- 2005 Present
- 2008 Trisector
- 2011 A Grounding In Numbers
- 2012 Alt
- 2016 Do Not Disturb